# قائمة الجمعيات الهندسية
الجمعية الهندسية هي جمعية مهنية للمهندسين من مختلف الأختصاصات. بعضها تكون على شكل منظمات مظلية التي تقبل العديد من التخصصات المختلفة، والبعض الآخر تعمل في مجالات محددة. لديها العديد من التسميات المهنية مثل المهندس الأوروبي، المهندس المحترف، مهندس قانوني، مهندس مؤسسة أو ما شابه ذلك. هناك أيضا العديد من الجمعيات الهندسية التي يديرها الطلاب عادة في الجامعات أو الكليات التقنية.

## آسيا

### المملكة العربية السعودية
- الهيئة السعودية للمهندسين
- الجمعية السعودية للهندسة الصناعية وهندسة النظم
- الجمعية السعودية للهندسة الكيميائية
- الجمعية السعودية للهندسة المدنية
- الجمعية العلمية السعودية للهندسة الطبية الحيوية

### الاردن
- نقابة المهندسين الأردنيين
- نقابة المهندسين الزراعيين الأردنيين

### فلسطين
- نقابة المهندسين الفلسطينيين
- نقابة المهندسين الزراعيين (فلسطين)

### الكويت
- جمعية المهندسين الكويتية

### اليابان
- الجمعية اليابانية للمهندسين المدنيين

## أفريقيا

### مصر
- نقابة المهندسين المصرية

### تونس
- عمادة المهندسين التونسيين

### جنوب أفريقيا
- معهد جنوب أفريقيا للمهندسين الكهربائيين
- المجلس الهندسي لجنوب أفريقيا

## الأمريكتين

### كندا
مصطلح «المجتمع الهندسي» يشير أحيانا إلى منظمات الهندسة في كندا. وينتمي الطلاب بدلا من الجمعيات المهنية للمهندسين عادة إلى الاتحاد الكندي للطلاب الهندسة، الذي يتكون من طلاب كلية الهندسة من جميع أنحاء كندا (انظر أدناه).
معهد الهندسة في كندا (بالفرنسية: l'Institut Canadien des ingénieurs) لديه الجمعيات التالية: 
- معهد المهندسين الميكانيكيين: الفرع الكندي ل (IMechE)
- قسم البحرية الكندية لجمعية التكنولوجيا البحرية.
- الجمعية النووية الكندية.
- الجمعية الكندية للهندسة المدنية.
- المعهد الكيميائي في كندا.

### أونتاريو
- منظمة المهندسين المهنيين في أونتاريو.
- جمعية الملكة الهندسي.
- جمعية UOIT لطلاب الهندسة.

### الولايات المتحدة
- منظمة ألفا بي مو.
- الأكاديمية الأمريكية لمهندسي البيئة والعلماء.
- الجمعية الأمريكية لجمعيات الهندسة.
- منظمة أي إج إس الدولية.
- المجلس الهندي الأمريكي للمهندسين المعماريين و المهندسين.
- الجمعية الأمريكية الهندية للعلوم والهندسة.
- المعهد الأمريكي للملاحة الجوية والفضائية.
- المعهد الأمريكي للمهندسين الكيميائيين.
- الجمعية النووية الأمريكية.
- جمعية هندسة السكك الحديدية الأمريكية وجمعية صيانة الطرق.
- الجمعية الأمريكية للتعليم الهندسي.
- الجمعية الأمريكية للمهندسين الزراعيين والبيولوجيين.
- الجمعية الأمريكية للمهندسين المدنيين.
- الجمعية الأمريكية لمهندسي التبريد والتدفئة وتكييف الهواء.
- الجمعية الأمريكية للمهندسين الميكانيكيين.
- الجمعية الأمريكية للمهندسين البحرية.
- الجمعية الأمريكية لمهندسي أنابيب المياه.
- الجمعية الأمريكية لمهندسي السلامة.
- الجمعية الأمريكية للاختبار الغير تدميري.
- جمعية اللحام الأمريكية.
- معهد الهندسة المعمارية.
- جمعية أي إس إم الدولية.
- رابطة مكائن الحوسبة.
- جمعية الهندسة الصوتية.
- مجتمع المهندسين الطبيين
- جمعية تشي ابسيلون.
- جمعية هندسة بافالو.
- جمعية إيتا كابا نو.
- معهد الهندسة البيولوجية.
- جمعية مهندسي الكهرباء والإلكترونيات.
- معهد المهندسين الصناعيين والنظم.
- معهد مهندسي النقل.
- الجمعية الوطنية للمهندسين السود.
- الجمعية الوطنية للمهندسين المحترفين.
- الجمعية الأمريكية لترتيب المهندس.
- جمعية بي تاو سيغما.
- جمعية تحسين المواد والعمليات الهندسية.
- جمعية المهندسين العسكريين الأمريكي.
- جمعية إس أي إي الدولية.
- جمعية مهندسي البث.
- جمعية مهندسي الوقاية من الحريق.
- جمعية المهندسين المهنين من اصول أسبانية.
- جمعية إس إم إي.
- جمعية المهندسين البحريين.
- جمعية مهندسي البترول.
- جمعية المهندسات.
- جمعية تاو بيتا بي
- جمعية الإطارات.